# カムラン湾
座標: 北緯11度53分36秒 東経109度10分12.6秒 / 北緯11.89333度 東経109.170167度

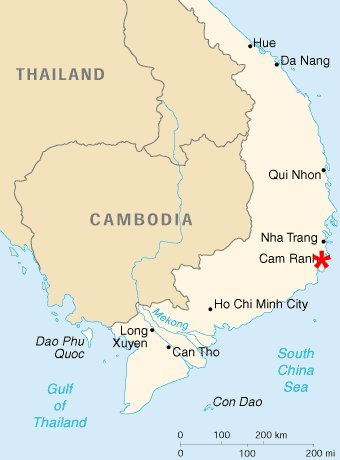
カムラン湾の位置

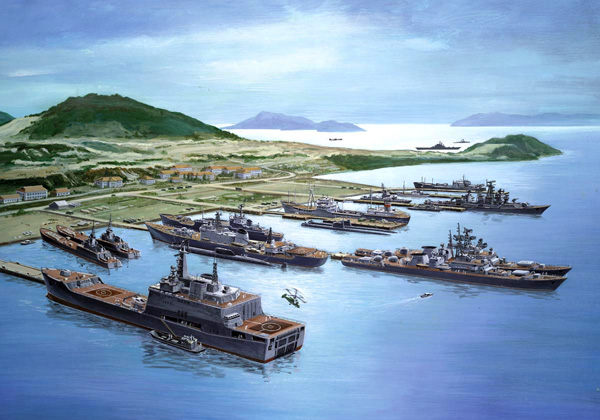
ソ連軍カムラン基地（1985年）

カムラン湾（カムランわん、ベトナム語: Vịnh Cam Ranh、漢字：泳柑欞、英語: Cam Ranh Bay）はベトナム中南部カインホア省にある湾であり、南シナ海に面した良港である。位置は東経109度、北緯12度。

## 概要
フランスの植民地であった頃から、軍事拠点として用いられることが多かった。日露戦争中には、バルチック艦隊が寄航し、太平洋戦争中には日本海軍も使用している。
第一次インドシナ戦争後はアメリカ軍が進出し、空軍基地も併設された。ベトナム戦争中はアメリカ海軍およびアメリカ空軍の拠点となっている。
1975年に北ベトナムが占領してからは、社会主義陣営の基地となり、ソビエト連邦が1979年より25年間の基地の租借を申し入れ、2002年までソビエト（ソビエト連邦の崩壊後はロシア）太平洋艦隊の一部を初めとする部隊が駐留していた。
冷戦終了後は、南シナ海の対岸にある駐フィリピン・アメリカ軍のスービック海軍基地が閉鎖されるなどして、カムラン湾の戦略的重要度は低下していた。
2002年にロシア軍の撤退後、アメリカ軍はカムラン湾への艦船訪問をベトナム政府に打診し、2011年に実現した。一方でロシア側も補給地点の作業再開を提案している。ベトナム国防省は特定の国ではなくて様々な国にカムラン湾を開放することを掲げており、特定の国が基地化することは拒否するとしている。また、空軍基地は2003年に改修されて民間空港となっている。
2012年6月3日、アメリカ国防長官のレオン・パネッタがカムラン湾に停泊中のルイス・アンド・クラーク級貨物弾薬補給艦「USNS リチャード・E・バード」で兵士らを前に演説し、アメリカとベトナムの関係が順調であることを強調しつつ、海洋への進出を進める中華人民共和国を牽制した。
米露だけでなく、インドや旧宗主国フランスの艦船も寄港を行っている。
2016年4月12日には初めて海上自衛隊の艦船が寄港し（「ありあけ」と「せとぎり」）、同年5月29日には再寄港している。
2016年10月2日、ベトナム戦争後初となる米艦艇（アーレイ・バーク級ミサイル駆逐艦「USS ジョン・S・マケイン」とエモリー・S・ランド級潜水母艦「USS フランク・ケーブル」）のカムラン湾寄港が実現した。
2016年10月22日、ベトナムと南シナ海で領有権問題を抱える中華人民共和国の中国人民解放軍海軍艦艇が初寄港した。ベトナム国防省は当初から中国艦艇の寄港受け入れも表明していた。